# Zernyia nelvai
Zernyia nelvai là một loài bướm đêm trong họ Geometridae.